# Christophe Deloire
Christophe Deloire (Paray-le-Monial, 22 de mayo de 1971 - Saône-et-Loire, París, el 8 de junio de 2024) fue un dirigente de ONG, periodista, autor y editor francés.
Fue director del Centro de Formación de Periodistas (CFJ) de mayo de 2008 a julio de 2012, secretario general de Reporteros sin Fronteras (RSF) desde julio de 2012 y también presidente del Foro sobre la Información y la Democracia desde noviembre de 2019 hasta su muerte.

## Biografía

### Infancia y familia
Christophe Nicolas Deloire nació el 22 de mayo de 1971 en Paray-le-Monial. Sus padres, Lucien y Marie-Annick, son maestros. Estudió en el liceo Camille-Claudel de Digoin, luego continuó con una preparación para HEC en el liceo du Parc en Lyon.

### Formación y comienzo de carrera
Diplomado de la Escuela Superior de Ciencias Económicas y Comerciales (ESSEC) en 1994, Christophe Deloire realizó su servicio nacional  como cooperante en la oficina de TF1 en Berlín. De 1996 a 1998, trabajó como freelance para Arte y LCI.
En 1998, Christophe Deloire se incorporó al servicio « Sociedad » del semanario Le Point. En 2000, se unió al servicio « Política », donde estuvo a cargo del sector « Investigación ». En 2004, publicó con Christophe Dubois una investigación sobre las derivas del islam basándose en documentos secreto de defensa, titulada Les islamistes sont déjà là. Luego precisó estar « más inquieto después de investigar que antes ».
De 2006a 2009, Christophe Deloire fue director de colección en el departamento « Literatura general » de Flammarion. Editó documentos, investigaciones y testimonios.
En juin de 2007, dimitió de Le Point para convertirse en el redactor en jefe del servicio « Política-Economía » del proyecto de diario, llamado « Bild a la francesa », del grupo de prensa alemán Axel Springer, que finalmente fue abandonado.
En 2010, fue miembro del consejo de dirección de la unidad de formación y de investigación de ciencias políticas y miembro del consejo de la Escuela doctoral de ciencias políticas de la Universidad de París 1 Panthéon-Sorbonne y fue miembro de la asociación de prefiguración de un consejo de prensa.
De 2008 a 2012, es director del Centro de formación de periodistas (CFJ), del cual es también vicepresidente·.

### Reporteros sin fronteras
En julio de 2012, Christophe Deloire se convierte en secretario general de Reporteros sin fronteras (RSF), estando a la cabeza de la organización no gubernamental internacional de promoción de la libertad, independencia y pluralismo del periodismo.
El 27 de mayo de 2015, se expresa ante el Consejo de seguridad de la ONU, para la adopción de la resolución 2222 sobre la protección de los periodistas.
En 2017, Christophe Deloire fue reelegido director general de RSF y secretario general de RSF International por el consejo de administración y el consejo internacional de RSF.
Bajo su dirección, Reporteros sin fronteras abre numerosas oficinas en el extranjero: en Río de Janeiro en 2015, Londres en 2016, Taipéi en 2017, Dakar en 2019. Ahora, RSF dispone de 13 oficinas en el mundo y de representantes y corresponsales en 130 países.
El 11 de noviembre de 2018, Christophe Deloire presenta la Declaración sobre la información y la democracia, publicada por la Comisión del mismo nombre, a jefes de Estado y de gobierno, en presencia de Nadia Murad, laureada del premio Nobel de la Paz.

### Le Système B, documental sobre Bolloré y la libertad de informar
Los equipos de Reporteros sin Fronteras bajo la dirección de Christophe Deloire produjeron *Le Système B*, un documental francés muy destacado, aunque la ONG produce muy pocos. Se difundió en septiembre de 2021 y octubre de 2021, y fue ampliamente mediatizado porque llamó a "el Estado, el CSA, la Autoridad de la Competencia y el legislador a intervenir" y denunció "prácticas que representan un verdadero peligro para la libertad de prensa, pero también para la democracia"  y alertó contra la censura repetida de investigaciones en diferentes medios del grupo de Vincent Bolloré.·······, pero también dirigidas a otros medios, mediante un uso masivo de demandas judiciales, con el fin de desalentar al máximo las investigaciones sobre "sus actividades africanas", que "representan un tercio de la facturación" del grupo Bolloré. 

### Foro sobre la información y la democracia
El 11 de septiembre de 2018, Christophe Deloire abre la primera reunión de la Comisión sobre la información y la democracia, que copreside con Shirin Ebadi, ganadora del Premio Nobel de la Paz. Compuesta por 25 personalidades de 18 nacionalidades (incluidos los ganadores del Premio Nobel de Economía Joseph Stiglitz y Amartya Sen, del Premio Nobel de Literatura Mario Vargas Llosa, y la ganadora del premio Sájarov, la abogada nigeriana Hauwa Ibrahim), esta Comisión tiene como objetivo redactar una Declaración internacional sobre la información y la democracia, permitiendo implementar garantías democráticas en el espacio digital.
El 12 de septiembre de 2018, la Comisión es recibida por el presidente de la República francesa, Emmanuel Macron, en el palacio del Elíseo. El 11 de noviembre de 2018, presenta la Declaración sobre la información y la democracia, publicada por la Comisión del mismo nombre, a jefes de Estado y de gobierno, en presencia de Nadia Murad, ganadora del premio Nobel de la Paz. El 26 de septiembre de 2019, pronuncia un discurso ante casi 70 ministros durante la reunión de la Alianza para el multilateralismo, al margen de la Asamblea General de las Naciones Unidas en Nueva York, con motivo de la firma de la Alianza internacional sobre la información y la democracia.El 11 de noviembre de 2019, Christophe Deloire es elegido presidente del consejo de administración del Foro sobre la información y la democracia.
El 12 de noviembre de 2019, inaugura la creación del Foro sobre la información y la democracia, durante la segunda edición del Foro de París para la Paz, en presencia, entre otros, del presidente de Letonia, Egils Levits.

### Estados generales del derecho a la información
Descrito por Libération como « compatible con Macron », Christophe Deloire es nombrado en noviembre de 2023, a la cabeza de los Estados generales de la información. El periódico se pregunta entonces: « ¿Cómo el secretario general de la ONG de defensa de la libertad de prensa, siempre dispuesto a denunciar la bollorización de los medios o las violaciones del secreto de las fuentes, va a asumir este papel de árbitro en la consulta ciudadana » deseada por Emmanuel Macron ? »

### Muerte
Christophe Deloire, afectado por un tumor cerebral, fallece a causa de un "cáncer fulminante" el 8 de junio de 2024 en París, a la edad de 53 años.

## Polémicas
El 3 de febrero de 2016, Le Canard enchaîné publicó un artículo sobre la gestión directiva de la asociación por Christophe Deloire, resaltando las salidas, despidos y el malestar entre parte del personal de la organización. Por otro lado, el 3 de octubre de 2014, Le Monde publicó un perfil titulado "Redresseur sans frontières", que menciona la destacada política de recuperación financiera y cambio estratégico implementada por Christophe Deloire. El periódico afirmó que en ese momento, la organización estaba en consideración para el Premio Nobel de la Paz.

## Distinciones
Christophe Deloire fue ganador del premio Louis-Hachette en 2003.

## Publicaciones
- Moreau, R.-M., & Deloire, C. (1998). Omar Raddad: contre-enquête pour la révision d'un procès manipulé (216 p.). Raymond Castells. ISBN 978-2-912587-39-8.
- Deloire, C. (2001). Histoires secrètes des détectives privés (294 p.). JC Lattès. ISBN 978-2-7096-2032-1.
- Deloire, C. (2003). Cadavres sous influence: les morts mystérieuses de la Ve République (318 p.). JC Lattès. ISBN 978-2-7096-2302-5.
- Deloire, C., & Dubois, C. (2003). L'enquête sabotée: comment l'assassin présumé du préfet Érignac a-t-il pu s'échapper ? (297 p.). Albin Michel. ISBN 978-2-226-13693-0.
- Deloire, C., & Dubois, C. (2004). Les islamistes sont déjà là: enquête sur une guerre secrète (348 p.). Albin Michel. ISBN 978-2-226-15149-0. Présentation en ligne [archive].
- Deloire, C., & Dubois, C. (2006). Sexus Politicus (400 p.). Albin Michel. (Réimpr. 2008 en poche aux éditions J'ai lu). ISBN 978-2-226-17255-6. Ouvrage vendu à 200 000 exemplaires. Il est traduit aux Pays-Bas et au Portugal, après avoir été l'objet d'articles dans de grands journaux du monde entier (The New York Times aux États-Unis, El País en Espagne, La Stampa en Italie, De Telegraaf aux Pays-Bas, The Sunday Times au Royaume-Uni ou encore Veja au Brésil.
- Deloire, C. (2009). La tragédie de la réussite (252 p.). Albin Michel. ISBN 978-2-226-18089-6.
- Deloire, C., & Dubois, C. (2012). Circus politicus (461 p.). Albin Michel. ISBN 978-2-226-23859-7.
- Deloire, C. (2022). La Matrice (396 p.). Calmann-Lévy.

## Filmografía
- "Chirac intime" es un documental coproducido por Laurent Delahousse y Erwan L'Eléouet, emitido en France 2 en horario estelar el 30 de junio de 2008 como parte del programa "Un jour, un destin".